# Операция «Грандслам»
Операция «Грандслам» (англ. Operation Grandslam, «Большой шлем») — наступательная операция миротворческих сил Организации Объединённых Наций (фр. Opération des Nations Unies au Congo, ONUC), проводившаяся с 28 декабря 1962 года по 15 января 1963 года против сил государства Катанга, восставшего против Республики Конго (Леопольдвиль), в ходе Конголезского кризиса. Завершилась решительной победой миротворцев и реинтеграцией Катанги обратно в состав Конго.
До начала проведения операции ООН несколько раз пыталась примирить враждующие силы в лице республики Конго и Катанги, провозгласившей независимость в 1960 году при Моизе Чомбе, имея поддержку бельгийских войск. Введённая в страну ONUC первоначально была ограничена в своих действиях, однако со временем она всё сильнее стремилась перейти к силовому решению проблемы. Чомбе неоднократно нарушал условия соглашений с ООН и правительством Конго, наращивая свои военные силы и привлекая в конфликт иностранных наёмников. Ситуация достигла критической отметки когда в декабре 1962 года отряды катангской жандармерии атаковали миротворческие силы, введённые в провинцию. Тогда генсек ООН У Тан санкционировал ответное наступление с целью ликвидации сепаратистов.
При поддержке шведской авиации, миротворцы без особых проблем завершили первый этап операции, обеспечив безопасность столицы Катанги, Элизабетвиля. К концу 1962 года большая часть самолётов самопровозглашённого государства была уничтожена. В начале января следующего года ONUC перешла к наступлению на оставшиеся форпосты сепаратистов в южной части провинции. Индийские подразделения миротворцев, перевыполнив приказ, добрались до реки Луфира раньше времени, форсировав её и вызвав панику за пределами Катанги, и поставили в неловкое положение руководство ООН. Моиз Чомбе, понимая свою ситуацию, обратился к У Тану с просьбой о мире и 17 января подписал акт о капитуляции, объявив об окончании отделения Катанги.
Правительство республики провело реорганизацию администрации Катанги для ослабления её политической структуры. Первоначально Чомбе участвовал в этом процессе, однако позже, опасаясь преследования и ареста, бежал в Европу. Многие члены катангской жандармерии и офицеры-наёмники укрылись в соседней португальской колонии, действуя в соответствии с приказами Чомбе. Позже Моиз вернулся в страну и при помощи этих сил подавил коммунистическое восстание на востоке и в центре страны. Однако в 1965 году он был уволен со своего поста, а позже и вовсе был заключён под домашний арест в Алжире. Это привело к ухудшению отношений правительства республики с жандармерией и наёмниками, которые вновь укрылись в колонии Португалии, продолжая совершать оттуда вылазки. Борьба за независимость Катанги же продолжается.

## Предыстория

### Отделение Катанги
В 1960 году, вскоре после обретения независимости от Бельгии, политическая стабильность в новом государстве Республика Конго (Леопольдвиль) была разрушена из-за мятежа Force Publique, бельгийской колониальной жандармерии. Правительства двух регионов, Южного Касаи и Катанги объявили о своей независимости, провозгласив на контролируемой территории одноимённые государства. На территории последнего находилась большая часть природных богатств и минеральных ресурсов новообразованной республики, что привлекало многочисленные западные компании ещё во времена колониального господства. Тогда многие жители Катанги думали, что имеют право на доходы, получаемые от прибыльной отрасли, а их правительство опасалось, что власти республики будут изымать большую часть из них и распределять между более бедными провинциями. В результате, местное правительство стало проводить нативисткую политику при поддержке Бельгии и крупных корпораций, таких как Горный союз верхней Катанги (фр. Union Minière du Haut-Katanga, UMHK), что ускорило процесс отделения провинции от Конго.
Из-за смещения и слухов об убийстве премьер-министра республики Патриса Лумумбы, обстановка в стране накалилась ещё сильнее. Недолгое время существовало даже отдельное государство — «Свободная республика Конго», она же Конго (Стэнливиль) — по названию столицы данного недолговечного государства. С целью избежать полный хаос, ООН учредила крупную миротворческую миссию, которая получила название Opération des Nations Unies au Congo или ONUC. Для обеспечения порядка в страну были введены войска в количестве не менее 20 тысяч человек, а также группа гражданских специалистов, которая оказывала техническую помощь конголезскому правительству. Первоначально задачи миссии были ограничены обеспечение безопасности конголезцев и иностранных граждан, однако в Катанге она столкнулась с проблемами. Лидер местной «Конфедерации племенных объединений Катанги» (фр. Confédération des associations tribales du Katanga, КОНАКАТ) Моиз Чомбе изначально вовсе запретил въезд на территорию самопровозглашённого государства, а затем значительно ограничил их полномочия. В дальнейшем правительство Чомбе также препятствовало попыткам ONUC выдворить наёмников за пределы страны.

### Реакция ООН
21 февраля 1961 года Совет безопасности ООН внёс на рассмотрение резолюцию №161, которая разрешала ONUC военное вмешательство в конфликт с применением силы с целью предотвращения полноценной гражданской войны. В числе разрешённых к применению мер было проведение арестов, силовых операций по примирению сторон и депортации иностранных наёмников и военных советников других государств. В соответствии с резолюцией ONUC начала две операции (иногда называемые «первым раундом» битвы ООН с Катангой) с целью усиления своих позиций в Катанге и устранения наёмных группировок. Первая из них смогла достичь своих целей, однако она была менее масштабна, нежели вторая, которая в целом провалилась. Когда последняя ещё проводилась, спецпредставитель Совета безопасности ООН Конор Круз О’Брайен объявил об окончании отделения Катанги. Однако это заявление быстро было расценено как преждевременное, ибо операция зашла в тупик.
Генеральный секретарь ООН Даг Хаммаршёльд попытался организовать встречу с Чомбе в Северной Родезии для проведения переговоров, однако ночью его самолёт потерпел крушение. Все, кто находился на борту, погибли. Эта кончина и общий рост напряжённости помогли сторонникам силового вмешательства в кризис найти международную поддержку. Сменивший Хаммаршёльда У Тан считал, что ООН должна максимально жёстко вмешаться во внутренние проблемы страны. Он немедленно обратился к Совбезу с просьбой расширить мандат ONUC. В итоге 24 ноября была принята резолюция № 169, которая прояснила все неясности, касающиеся роли и полномочий миссии ООН. В ней Совет Безопасности подтвердил, что у миротворцев имеются полномочия задерживать и депортировать иностранных наёмников и военных советников с применением необходимой силы, осудил и признал незаконным сепаратизм Катанги и заявил, что ООН будет поддерживать центральное правительство Конго в его усилиях «по поддержанию законности, порядка и национальной целостности». Чомбе немедленно отреагировал на резолюцию, выступив с речью против ONUC. Следом было совершено нападение на двух сотрудников ООН и убийство двух индийских миротворцев руками катангской жандармерии (которая служила Государству Катанга в качестве регулярной армии, а не полиции). В свою очередь командование операции в Катанге, помня о своём новом мандате, дало инструкции войскам «положить конец сопротивлению политике ООН со стороны Катанги путём уничтожения жандармерии и прочих отрядов сопротивления её деятельности».

### Эскалация конфликта
В декабре 1961 года ООН инициировала операцию «Унокат» (иногда называемую «вторым раундом» противостояния), призванную обеспечить свободу перемещения ONUC по территории Катанги и восстановить там власть центрального правительства (и, соответственно, собственное влияние). Из-за военного давления, Чомбе был вынужден вступить в переговоры с премьер-министром республики Конго (Леопольдвиль) Сириллом Адулой. 21 декабря он подписал Китонскую декларацию — соглашение, в котором признал власть центрального правительства и пообещал провести реинтеграцию Катанги в состав Конго. Однако впоследствии парламент последней убедил Чомбе отложить любые переговоры о мире. В январе следующего года «Свободная республика Конго» окончательно пала, и ООН смогла сосредоточить свои силы на прекращении отделения Катанги. К тому времени контакты между правительством Конго и сепаратистами окончательно прекратились. Отчёты разведки миссии ООН показывали наращивание сил Катангой.
В августе 1962 года У Тан предложил «План национального примирения», согласно которому Конго становится более федеративным государством, и Катанга присоединяется к нему на правах автономной провинции. И Адула, и Чомбе приняли данное предложение. Однако У Тан опасался тактики, ранее продемонстрированной лидером сепаратистов и состоящей в поиске юридических проволочек, и оказывал всё большее давление на правительство Катанги, чтобы принятие плана шло точно по графику. Также ослабла поддержка сепаратистов со стороны бывшей метрополии — Бельгии, поскольку отделение затянулось, вероятность полномасштабной войны увеличилась, а это угрожало интересам инвесторов в горнодобывающую промышленность Катанги.
Китайско-индийская пограничная война, вспыхнувшая в начале 1962 года, повысила вероятность скорого вывода индийских миротворцев из Катанги. Из-за этого на должностных лиц ООН, ответственных за операцию, оказывалось давление с целью как можно скорейшего завершения вопроса об отделении. Правительство США, взявшее на себя большую часть финансового обеспечения ONUC, также настаивала на выводе войск, считая, что операция стала «финансово неустойчивой». Всё ещё сомневаясь в возможности мирного урегулирования конфликта, У Тан направил специального представителя Ральфа Банча в Леопольдвиль. Там он вместе с главнокомандующим ONUC Робертом Гардинером и командующим силами ООН Шоном Макейном разработал план по обеспечению свободы передвижения миротворцев, а также по уничтожению иностранных наёмников.
К тому времени для ONUC стал очевидным тот факт, что Чомбе не намерен заканчивать борьбу за независимость. В составе армии Катанги находилось уже от 300 до 500 наёмников, строились новые оборонительные плацдармы и аэропорты. Бойцы ONUC и послы ООН всё чаще подвергались преследованиям со стороны катангской жандармерии. Самолёты Катанги также совершали боевые вылеты, направленные против миротворцев и правительства Конго (Леопольдвиля), де-факто ведя гражданскую войну. Чомбе был полностью осведомлён об операции, проводимой ONUC, и обвинил ООН в поисках предлога для применения военной силы против себя.
27 ноября США и Бельгия выступили с совместным заявлением, в котором объявили о провале «плана Тана» и призвали к усилению экономического давления на сепаратистов. 10 декабря Гардинер объявил о том, что ООН вводит экономические санкции против Катанги. Он написал письмо Моизу Чомбе, в котором обвинил его правительство в том, что оно не ввело в действие положение «Плана национального примирения» или иным образом не прекратило отделение государства от Конго (Леопольдвиля). В письме также содержались требования о прекращении военных действий в северной Катанге, прекращении блокады снабжения подразделений ООН, расположенных в Сакании, и освобождении задержанных тунисских миротворцев. В письме сообщалось, что Организация Объединённых наций «не собирается предпринимать наступательных действий», однако будет активно реагировать на нападения на свои отряды и «примет меры, которые сочтёт необходимыми для их предотвращения и недопущения повторения». На следующий день министр иностранных дел Бельгии Поль Анри Спаак заявил, что его страна готова поддержать «операцию по силовому прекращению восстания в Катанге». Он также назвал Моиза Чомбе «мятежником». Вскоре после этого Министерство обороны США направило свою группу, чтобы оценить материальные затраты на силовую операцию по усмирению Катанги, а также предложило ONUC военную и разведывательную помощь. В ответ в Элизабетвиле прошли антиамериканские демонстрации.

## Прелюдия
24 декабря 1962 года в 10 часов силы Катанги в Элизабетвиле и на авеню Томбер атаковали эфиопских миротворцев с применением огнестрельного оружия. Один из них был ранен. Стрельба велась около пяти часов. В ООН утверждали, что эфиопские силы оборонялись против враждебно настроенных катангцев. Однако корреспондент «Ассошиэйтед Пресс», сообщил, что миротворцы в ответ на нападение применили безоткатное орудие. В 11:00 силы жандармерии сбили гражданский самолёт ONUC. Индиец из экипажа был смертельно ранен, а остальные взяты в плен и избиты, однако позже возвращены без происшествий группой офицеров. На следующий день в некоторых районах Катанги продолжились стычки. В ответ на претензии со стороны Организации Объединённых Наций, министр иностранных дел страны Эварист Кимба пообещал, что это вскоре прекратится. 26 декабря обстановка в Катанге действительно стала спокойной, но на следующий день жандармы возобновили спорадический огонь по позициям миссии ООН, а поздним вечером миротворцы подверглись атаке с блокпостов вокруг поля для гольфа и вдоль улицы Жадовиль. В ответ на растущую враждебность катангцев, авиационная дивизия ONUC издала приказ № 16 «О боевых действиях истребителей», приписывающий самолётам миссии применять силу против самолётов Катанги, которые осуществляли любые атакующие действия, в том числе не против миротворцев, и сбивать любые машины, имеющие на борту видимое оружие (ракеты, пулемёты и бомбы). Чомбе направил письмо представителю ООН Элиуду Мату, обвинив ONUC в том, что они препятствовали продвижению министров Катанги ещё 24 декабря, а также проводили наступательные операции на землях Катанги. Мату в ответ заявил, что министры были ограничены в передвижениях лишь с целью обеспечения их присутствия на местах дислокации войск, чтобы они могли приказать жандармерии отступить и освободить захваченных пленников.
Мату пригласил Чомбе к себе домой для того, чтобы его можно было безопасно сопроводить на место конфликта и посмотреть на происходящие события. Моиз согласился, и миротворцы довели его до линии фронта, где Чомбе, осмотрев позиции, согласился с тем, что войска Катанги нападают на силы ONUC без провокаций со стороны последних. После этого Моиз вернулся в свою резиденцию. Хотя первоначально он объявил о своём намерении завершить боевые действия, в Колвези он выступил с совершенно другой речью на языке суахили перед катангцами, в которой отдал приказ военно-воздушным силам страны совершить налёт на позиции Организации Объединённых Наций. Благодаря радиоперехватам ООН также узнала, что генерал Норберт Муке, командующий катангской жандармерией, приказал ВВС бомбить аэропорт Элизабетвиля в ночь на 29 декабря. Поскольку соглашение о прекращении огня так и не было достигнуто, индийский генерал-майор Деван Прем Чанд убедил У Тана санкционировать решительное упреждающее наступление для ликвидации сил Катанги, что вызвало облегчение в рядах миротворцах, у которых отныне были развязаны руки для борьбы с противником. Стремясь избежать жертв среди гражданского населения и повсеместных разрушений, генсек отправил телеграмму командующему силами ООН в Конго-Леопольдвиле, в которой написал о запрете использования напалма в ходе боевых действий. Мату в последний раз предпринял попытку предотвратить дальнейший конфликт и в 11:30 предоставил Чомбе на подпись документ, предусматривающий снятие катангских блокпостов на дорогах и прекращение нападений. Однако Чомбе покинул место встречи, заявив, что не может ничего подписывать без согласия министров. Впоследствии силы ООН заявили, что они самостоятельно предпримут все необходимые меры по ликвидации преград на пути своего продвижения. Вскоре после начала операции Чомбе, по неизвестным причинам и без шума покинул Элизабетвиль.

## План операции
Согласно разработанному плану, операция должна была состоять из трёх фаз, но она оказалась успешно завершена в две. В ходе первой фазы планировалось осуществить восстановление безопасности войск ONUC в районе Элизабетвиля и свободы их передвижения путём зачистки блокпостов жандармерии, с которых вёлся огонь по подразделениям миссии ООН. Вторая фаза предполагала продвижение отрядов в Жадовиль и Колвези с целью проведения ареста иностранных наёмников. В ходе третьего этапа планировалось осуществить ликвидацию последней группы наёмников в Камине.

## Численность и расположение сторон

#### Катанга
Помимо 300—500 наёмников, на стороне Катанги сражались от 14 до 17 тысяч жандармов, из которых около 7000 человек не прошло обязательную подготовку для службы в армии. По данным разведки ООН, эти силы были сконцентрированы на защите южных границ самопровозглашённого государства (поскольку большая часть севера к тому моменту была под контролем правительства легитимной республики Конго (Леопольдвиль)). Около 5150 человек также находилось в городах Жадовиль и Колвези и вокруг них, а также близ общины Букнея. Ещё 2000 жандармов составляли гарнизон Элизабетвиля. Кроме того, по подсчётам ООН, войска Катанги обладали десятком самолётов типа «Тексан», «Магистр» и «Вампир», а также несколькими транспортниками. В ООН считали, что многие из этих машин были непригодны к эксплуатации. На ряде аэродромов, по данным их разведки, также находилось слишком ограниченное количество горючего и боеприпасов.

### ONUC
Силы ООН находились в Конго под командованием индийского генерал-майора Чанда и его заместителя, бригадного генерала Реджинальда Норонья. К моменту начала боевых действий, численность войск ONUC была увеличена до 18 200 человек. 70 % этих сил были развёрнуты или на территории самой Катанги или на позициях вокруг неё. В операции принимали участие миротворческие контингенты из Индии, Туниса, Ганы, Эфиопии, Ирландии и Швеции. Для осуществления максимально быстрой переброски этих войск, ООН требовалось большое количество транспортных самолётов. У ONUC для этих целей существовал авиапарк из 65 машин, самой крупной из которых была Douglas DC-4, однако этого было недостаточно для обеспечения необходимого уровня мобильности войск. Генерал-майор индийской армии и военный атташе У Тана Индар Джит Рикье обратился за помощью к минобороны США, которые через несколько дней направили свои военно-воздушные силы для обеспечения материально-технической поддержки. В ноябре президент США Джон Кеннеди предложил ООН помощь американских истребителей для обеспечения «подавляющего превосходства в воздухе». У Тан, хоть и желал максимально быстро одержать победу в конфликте, всё же избегал принимать «чрезмерный уровень поддержки» от мировых гегемонов, чтобы сохранить беспристрастность ONUC. 16 декабря он заявил, что рассмотрит предложение США весной, если ситуация на фронте окажется тупиковой.
Потребность миротворцев в боевых самолётах была причиной, по которой операция откладывалась раз за разом. Однако затем были собраны достаточные авиационные силы для проведения одной единственной важной атаки, которая должна была разом уничтожить все самолёты Катанги. Высказывались опасения, что ограниченная атака не сможет уничтожить все машины противника и достаточно ослабить их силы, и это позволит людям Чомбе рассредоточить свои самолёты и нанести ответный удар по авиабазе Камина. Индия отозвала свои бомбардировщики English Electric Canberra с целью задействовать их в войне против Китая. Эфиопия же отвела свои North American F-86 Sabre после того, как один из них попал в аварию и разбился. Оставшееся авиационное подразделение было развёрнуто на авиабазах близ Камины и Элизабетвиля. В ноябре авиационная дивизия ONUC была усилена благодаря поставке из Швеции двух реактивных самолётов типа Saab 29 Tunnan, что значительно усилило разведывательные силы ООН. Следом прибыли ещё несколько шведских боевых самолётов той же модели, а также зенитный отряд численностью в 380 человек из Норвегии. Всего в операции было задействовано 10 самолётов этого типа.

## Первая фаза операции
Операция «Грандслам» началась 28 декабря 1962 года в середине дня после того, как ультиматум У Тана, призывающий жандармерию отступить к 15:00, остался без ответа. Это положило начало «третьему раунду» боевых действий в Катанге. Первоначальные нападения вызвали появление 50 000 беженцев, некоторые из которых были переправлены к границе с Родезией, хотя большинство всё же быстро вернулось обратно. В первый день войска ООН убили 50 катангских жандармов перед тем, как им удалось захватить центр Элизабетвиля, штаб квартиру местной жандармерии, радиостанцию и президентский дворец Чомбе.
Рано утром 29 декабря авиационная дивизия ONUC произвела неожиданный штурм аэродрома Колвези. Истребители Saab 29 Tunnan обстреляли его из 20-мм пушек, так как их 13,5-мм ракеты были неработоспособны в пасмурном небе. Было разрушено пять нефтехранилищ и здание администрации аэропорта. ONUC отказалась от атаки на не военный аэродром Колвези с целью предотвратить потери среди гражданского населения. Командующему ВВС Катанги Джереми Пурену, однако, удалось эвакуировать шесть учебных самолётов «гарвардского типа» до того, как произошло нападение. Наёмник Ян Зумбах остался с другой частью ВВС в португальской Западной Африке и не вмешивался, рассердив Пурена, которому генерал Мьюк приказал отступить в Жадовиль. В ходе оставшейся части кампании большая часть военно-воздушных сил Катанги оставалась на земле, поскольку Пурен опасался, что его «Гарварды» не справятся с более быстрыми самолётами ООН, снабжёнными реактивными двигателями. Силы ПВО Катанги повредили три самолёта ООН в Колвези, однако они, тем не менее, продолжали свои атаки по другим аэродромам сепаратистов, например в Катаманда и Нгуле. Дальнейшие операции ВВС ONUC носили в основном разведывательный характер. При этом они всё же привели к уничтожению шести самолётов противника на земле и, возможно, одного в воздухе. По данным ООН, воздушные налёты на военные аэродромы противника с целью уничтожения ВВС Катанги были завершены «без человеческих жертв с обеих сторон». Уничтожение такой значительной части военно-воздушных сил противника была ключом к успеху операции ООН: если бы самолёты Катанги смогли нанести скоординированный удар по самолётам снабжения ООН и уничтожить их, то «Грандслам», вероятно, закончилась бы неудачей.
В полдень эфиопские части ONUC продвинулись по дороге, ведущей к Кипуши, чтобы перерезать катангские линии связи с Родезией. Жандармы имели удобное расположение на лесистой возвышенности над маршрутом, но после сильного миномётного обстрела они сдались не оказывая сопротивления. Ирландские подразделения миссии, которые специально были включены в состав сил ONUC в Катанге ввиду знания английского языка и своей способности общаться с родезийскими пограничниками именно для проведения этой операции, прошли по дороге ночью и взяли город, также не встретив никакого сопротивления. Гардинер, проводя по этому поводу пресс-конференцию в Леопольдвиле, заявил: «[Мы] не собираемся повторять ошибку, остановившись на этот раз». Чомбе приказал жандармерии оказывать решительное сопротивление наступлению противника и пригрозил взорвать мосты и дамбы, если операция не будет остановлена в течение 24 часов. Однако к 30 декабря все цели первой фазы операции «Грандслам» были выполнены. Генерал-майор Чанд получил поздравительную телеграмму от У Тана в связи с продвижением войск ООН. Атаки реактивных самолётов и ракетные обстрелы ONUC прекратились на следующий день, когда была окончательно уничтожена большая часть военно-воздушных сил Катанги.

## Вторая фаза операции
Некоторые могут свободно сказать, что в Катанге был «третий раунд». Это было не так. Не было бы никаких боев, если бы катангская жандармерия не сделала его неизбежным, потакая бессмысленной стрельбе в течение нескольких дней. Что касается результатов ONUC, некоторые могут быть склонны назвать эту операцию ООН «военной победой». Я не хочу, чтобы об этом говорили. Организация Объединенных Наций не ведет войну ни с кем в этой провинции
Довольный успехом операции в Элизабетвиле, Деван Прем Чанд решил немедленно продолжить реализацию плана ONUC. Днём 30 декабря командир шведского батальона на авиабазе Камина, подполковник Бернг Фридман получил приказ наступать на лагеря жандармерии в Камине рано утром следующего дня. Жандармы ожидали нападение уже 30 декабря, но, когда его не произошло, они стали пить пиво и наугад стрелять сигнальными ракетами, возможно, для поднятия боевого духа. Отряды разбойников, состоящие из жандармов, впоследствии проводили бандитские рейды на город и даже разграбили местный банк.
Шведским и ганским миротворцам было приказано покинуть авиабазу в 5:20 31 декабря 1962 года. В 6:00 они продвигались по главной дороге в сторону центра города в то время, как отдельная рота шведов двинулась обратно в город Камина через Кивиае. В 6:20 рота, бывшая в авангарде наступления, попала под обстрел из крупнокалиберных пулемётов и миномётов Катанги в двух — трёх километрах к северо-востоку от Камине. Майор Суре Фагестрём приказал войскам отойти на 600 метров назад. Шведы отступили и перегруппировались, а Фридман организовал отряд броневиков для поддержки наступления. Он прибыл на линию фронта в 7:05, после чего миротворцы пошли в атаку. При поддержке миномётов они продвинулись вперёд по дороге и в 7:55 прорвали оборону жандармерии.
Катангская жандармерия совершила дезорганизованный отход в два лагеря к юго-востоку от Камины. Вскоре после того, как часы показали 9:00, шведский батальон подошёл к центру города. Патрули медленно подавили сопротивление и взяли несколько военнопленных. Saab 29 Tunnan летели низко над землёй, чтобы запугать оставшихся жандармов, однако были обстреляны из стрелкового вооружения. В 9:55 шведские войска атаковали ближайший лагерь жандармов, встречая лишь спорадическое сопротивление. В 13:00 без какого-либо сопротивления был взят второй лагерь, так как оставшиеся катангцы обратились в бегство. Шведы начали работу с муниципальными властями с целью стабилизации ситуации. Не потеряв ни одного человека, шведский батальон захватил 40 машин, 2 броневика, безоткатное орудие, 40-мм орудие Bofors L60, несколько крупнокалиберных пулемётов, тонны боеприпасов и большое количество припасов.
В тот же день 4-й батальон, Мадрасский полк и части стрелков-раджпутов (подразделения индийской 99-й пехотной бригады) вышли из Элизабетвлиля к реке Луфира. Поздно ночью рота стрелков-раджпутов натолкнулась на окопавшихся жандармов и наёмников на улице Жадовиль. Между ними завязалась перестрелка. К моменту прекращения стрельбы в три часа ночи 1 января 1963 года было убито 5 миротворцев и ранено ещё 19. В плен были взяты два наёмника, которые рассказали о замешательстве и дезертирстве в рядах войск Катанги. Однако в целом индийские подразделения ONUC столкнулись с достаточно незначительным сопротивлением и 3 января достигли восточного берега реки Луфир.
Главный мост через Луфиру, позволявший добраться до Жатовиля, был взорван при помощи грузовика, который командир наёмников припарковал по центру сооружения. Застопорившиеся силы ООН периодически обстреливали западный берег реки из миномётов. И хотя это в основном не имело никаких последствий, наёмники, обеспокоенные в первую очередь летящими на низкой высоте самолётами, отошли в город, оказывая минимальное сопротивление наступающим миротворческим силам. Тем временем войска ООН были вынуждены стоять на восточном берегу, ожидая прибытия американского оборудования для возведения мостов. Но позже ими был обнаружен разрушенный железнодорожный мост в 11 километрах вверх по течению, по которому всё ещё можно было пройти пешком. Бригадный генерал Реджинальд Норонья, командующий подразделениями ONUC в этом регионе, приказал укрепить мост и перейти. Пехота раджпутов переправилась на западный берег и быстро нейтрализовала катангское сопротивление. Тем временем батальон из Мадрасского полка обнаружил плот, на котором были переправлены пехотные силы, а при поддержке вертолёта системы Sikorsky — и большая часть военной техники и тяжёлого оборудования. Не желая оставаться на открытом плацдарме, Норонья приказал своим войскам занять Жадовиль. Генерал Муке попытался организовать оборону города, однако катангские силы были дезорганизованы и застигнуты врасплох столь решительным наступлением противника. Индийские войска вошли в город, не встретив сопротивления, и были тепло встречены местными жителями и персоналом UMHK. Только после того, как Норонья убедился, что город окончательно перешёл под контроль его сил, он связался со штаб-квартирой ONUC в Леопольдвиле. Войска ООН лишь ненадолго задержались здесь чтобы перегруппироваться, после чего продолжили наступление на Колвези, Саканию и Дилоло.
С 31 декабря 1962 по 4 января 1963 года самолёты использовались ONUC только для разведки и прикрытия наземных войск. К 4 января авиационная дивизия миссии выполнила 76 вылетов, в то время как воздушное патрулирование, осуществляемое Saab 29 Tunnan, перерезало линии поддержки Катанги со стороны Португальской Западной Африки и с юга Африки. Между тем произошёл важный дипломатический поворот — большинство стран мира стало оказывать поддержку силам ООН. Бельгия и Франция, которые ранее были союзниками Чомбе, стали настоятельно рекомендовать ему принять «план У Тана» по национальному примирению и разрешить конфликт. Два дня спустя ВВС США направили авианосцы и бронетехнику в Элизабетвиль. 99-я индийская бригада ожидала их прибытия, поскольку оборудование было необходимо для перехода через дюжину рек и ручьёв по дороге между Жадовилем и Колвези. Войска начали продвижение через три дня, но столкнулись с вооружённым сопротивлением, изо всех сил пытаясь провести авианосцы через регионы с сильным течением.
8 января Чомбе вновь появился в Элизабетвиле. В тот же день премьер-министр Адула получил письмо от вождей наиболее известных и влиятельных племён Катанги, в котором они сообщили, что присягают на верность центральному правительству Конго и призывают арестовать президента страны. У Тан, по настоянию США, рассматривал возможность установления нового контакта с Чомбе для переговоров. Банч посоветовал ему отказаться от этой затеи, сказав: «[Чомбе] маневрирует всеми возможными способами чтобы получить хоть какое-то признание. В конце концов его положение — всего лишь положение президента провинции, а теперь, впервые, он преуменьшается. Он должен остаться там». Вскоре после этого он развил свою мысль, заявив «Если бы мы смогли убедить [Чомбе] в том, что больше нет смысла маневрировать и не с кем торговаться, он бы сдался, а его жандармерия тогда просто бы развалилась».
На следующий день Чомбе оказался ненадолго задержан войсками ООН, но был отпущен, чтобы иметь возможность встретиться со своим премьер-министром Годфруа Мунонго и с несколькими другими чиновниками своего кабинета в Мокамбо. Утверждалось, что по пути президент призывал своих сторонников сопротивляться силам ООН, однако, тем не менее, Мокамбо и Бакания вскоре были оккупированы. Он выразил готовность вести переговоры с конголезским правительством, однако предупредил, что дальнейшее продвижение сил ООН к Колвези приведёт к применению катангцами тактики выжженной земли. Для этого плотины Делкомун и Ле Мариэль были подготовлены к сносу. 10 января силы ООН взяли заброшенную базу жандармерии на руднике Шинколобве. Чомбе сбежал на самолёте ВВС Родезии на север этой страны. Адула и подразделения ONUC отныне были полны решимости не допустить его возвращения в Катангу, однако Морису позже удалось добраться до Колвези, единственного значимого города, остававшегося на тот момент под контролем сепаратистов. За пределами поселения несколько французских наёмников вели перестрелку с войсками ONUC, начавшуюся после того, как один из патрулей первых случайно загнал свой джип в канаву. Находящиеся близости индийские гурхи, посчитав их шведскими миротворцами, помогли вытащить машину. Однако, когда один из наёмников заговорил по-французски, миротворцы осознали свою ошибку и завязалась перестрелка, в ходе которой все наёмники кроме одного, отчаянно пытаясь избежать плена, сбежали. 12 января батальон Фридмана застал врасплох два батальона Катанги в Кабунджи. Шведы отняли их оружие и приказали вернуться к гражданским, перестав сражаться.
Тем временем наёмники в районе Колвези отнеслись к угрозе Чомбе о возможном применении тактики выжженной земли со всей серьёзностью, заминировав все близлежащие мосты, плотину Нзило, которая обеспечивала электроэнергией большую часть Катанги, и большинство горнодобывающих предприятий UMHK. Когда 12 января президент прибыл, официальные лица последней сообщили ему, что они договорились о налоговом соглашении с центральным конголезским правительством и отказываются от дальнейшей поддержки Катанги. Но они всё же попросили его не распространять эту новость, видимо из опасений, что наёмники почувствуют себя преданными и разрушат их предприятия и другие объекты ради мести. Осознав на последней встречи в Колвези, что ситуация крайне мрачная, полковник Боб Денар предложил Морису перед бегством всё-же разрушить плотину, чтобы таким образом сделать политическое заявление. Чомбе, зная, что UMHK подобное не одобрит, заявил, что это действие будет выглядеть «крайне безответственно». Представители горнодобывающей компании встретились с Норонья с целью обсудить, как войскам Организации Объединённых Наций лучше войти в Колвези без нанесения «побочного ущерба». Генерал Муке тщетно пытался реорганизовать в единую боевую группу находящихся под его командованием 140 наёмников и 2000 жандармов чтобы подготовиться к окончательной битве за город. Его усилиям, и так подорванным низким боевым духом и недисциплинированностью сил, мешал наплыв беженцев. Дисциплина в гарнизоне пошатнулась ещё сильнее: однажды два наёмника попытались украсть джип Пурена и сдаться окружающим город войскам ООН и Национальной конголезской армии. Когда у них это не получилось, эти наёмники и большая часть населения просто покинули город, в то время как горстка жандармов близ Конголо сложила оружие перед малайзийскими и нигерийскими миротворцами. 14 января индийцам удалось обнаружить последний неповреждённый мост, ведущий в Колвези. После окончания короткого боя с наёмниками и жандармами, они захватили его и, переправившись, остановились на окраине города, ожидая дальнейших инструкций.
15 января Чомбе направил У Тану письмо со словами: «Я готов немедленно заявить всему миру, что отделение Катанги окончилось». Мунонго бежал из Колвези и рассерженно заявил, что продолжит своё сопротивление из Родезии, хотя достаточно быстро вернулся обратно. Чомбе предложил ему вернуться в Элизабетвиль, чтобы наблюдать за выполнением «плана У Тана» о воссоединении при условии, что премьер-министр Конго предоставит амнистию ему и правительству. Последний принял предложение Чомбе на пресс-конференции, заявив, что остатки жандармерии станут частью конголезской армии.

## Капитуляция Катанги
17 января передовые части 99-й бригады достигли реки Чилонго, где им было приказано остановиться. Вечером того же дня Чомбе и Мунонго встретились с официальными представителями ООН в Элизабетвиле, чтобы завершить переговоры. Они закончились на подписании официального документа о капитуляции, которую принял Чанд и исполняющий обязанности гражданского представителя ООН Джордж Шерри. Четыре дня спустя официальные лица Катанги мирно приняли войска ООН во главе с бригадным генералом Норонья в Колвези. У Тан направил поздравительное письмо миротворческим силам, заявив о том, что конфликт был им навязан, и добавив, что «только после того, как все другие возможности были исчерпаны, был отдан приказ предпринять оборонительные действия по ликвидации вражеских блокпостов, который ныне выполнен успешно и, к счастью, с минимальными потерями». Многочисленные опасения политиков по поводу того, к чему может привести попытка силового подавления сопротивления (например, затяжная партизанская война или вакуум власти) не оправдались и практически сошли на нет после успешного завершения операции. Результатом была удовлетворена большая часть мирового сообщества, включая США, Бельгию, Великобританию и СССР.

## Потери и урон от боевых действий
Общие безвозвратные потери ООН в ходе операции в Катанге составили 10 или 11 человек убитыми. В ходе операции было ранено от 27 до 77 человек. Также были повреждены огнём с земли 7 истребителей и один самолёт-разведчик. Это относительно низкое число потерь вызвало облегчение У Тана и его людей. Полная статистика потерь среди катангской жандармерии и наёмников, сражавшихся на стороне Катанги, остаётся неизвестной, но не менее 50 человек убитыми. Помимо этого катангские ВВС потеряли почти дюжину своих «Гарвардов» и «Магистров», «Вампиров»; большинство из них было уничтожено на земле. Все они за исключением одного или двух «гарвардов» были зарегистрированы как уничтоженные силами ООН во время операции «Грандслам». Генерал Кристиан Рой Калдагер, командующий ВВС ONUC позже сказал о воздушной части операции: «Мы очень гордимся тем, что мы сделали. Это лучшее воспоминание о Конго».
Последующее расследование, проведённое разведгруппой ONUC, установило, что ещё 15 самолётов было спрятано на территории Португальской Западной Африки. По словам захваченных в плен бельгийских наёмников, они должны были использоваться «в следующей битве за независимость Катанги». Начало операции также прервало запланированную поставку самолётов типа Cavalier Mustang. Чомбе купил их до начала «Грандслама», и они должны были прибыть в январе. Разведгруппа также установила, что катангцы каким-то образом приобрели самолёт, который находился в составе миротворческой миссии, возможно с ведома или при помощи правительств Португальской Западной Африки, ЮАР или Родезии.

### Жертвы среди гражданского населения и заявления о зверствахONUC
ООН смогла обойтись без официальных данных о жертвах среди гражданского населения, что позволило избежать неловкости в общении с прессой. Однако эта статистика в конечном счёте также неизвестна. Согласно отчёту 1966 года, подготовленному для «агентства США по контролю за оружием и разоружению», в Катанге были застрелены две женщины после того, как их водитель ускорил движение на КПП в ответ на приказ остановиться. Данная несанкционированная стрельба якобы сильно смутила чиновников ООН, они её не одобрили, но предпочли скрыть. Американский военный журналист, который во время миссии находился в Катанге, также поддержал эту версию.
По окончании операции местный священник направил в ООН письмо с протестом против «вопиющего нарушения войсками ООН международных конвенций, священных для всех цивилизованных народов». Он утверждал, что 29 декабря ирландцы-миротворцы с близкого расстояния обстреляли палаты госпиталя Юнион Миньер (фр. Union Minière) в Элизабетвиле, а также о том, что эфиопы убили около 70 человек, тела которых были доставлены в госпиталь имени принца Леопольда до конца 1962 года.
Роберт Гардинер опроверг оба предположения в открытом письме генеральному викарию римско-католического архиепископства в Элизабетвиле. В ответ на первое обвинение он заявил, что ирландцы на тот момент даже не находились в том районе. Вместо этого он подробно описал штурм госпиталя эфиопскими солдатами, в то время как его обстрел вели как раз катангские жандармы. Гардинер также написал о том, что монахиня, дежурившая на входе в здание, сказала его солдатам о том, что некоторые пациенты были одеты в одежду цвета хаки, похожую на форму жандармерии. В то же время он признался, что в ходе боя один пациент получил огнестрельное ранение в ногу, а другой был поцарапан (вероятно, шальной пулей). Роберт также заявил о том, что «официальное лицо церкви Юнион Миньер» приказал им не вмешиваться в дела жандармерии, а также об отсутствии обращений от них в Красный крест со стороны настоятельницы. По поводу второго обвинения Гардинер коротко заявил, что не было представлено ни одного доказательства на столь сильное утверждение.

## Оценки

### Нарушение коммуникации вONUC
Неожиданное продвижение индийских подразделений под командованием бригадного генерала Нороньи в Жадовиль вызвало серьёзное обсуждение на международном уровне и поставило генсека ООН У Тана в неловкое положение. Норонья перевыполнил данные ему указания и, захватив мост, переправился через Луфиру. Ранее У Тан гарантировал американцам и бельгийцам, что подобного продвижения не произойдёт, поскольку последние опасались, что Чомбе в наказание уничтожит инфраструктуру UMHK. Ральф Банч также дал обещание госсекретарю США Дину Раску и постпреду США при ООН Эдаю II Стивенсону. Благодаря этому создавалось впечатление, что ONUC не должны предпринимать никаких действий в Катанге без особого распоряжения У Тана. Командующим миссии и подчинённым генсека, очевидно, никто не сообщал о подобных заверениях. Из-за действий Нороньи американцы в дальнейшем стали полагать, что У Тан потерял контроль над своими силами. Банч послал Гардинеру сообщение, в котором велел отложить наступление миссии пока намерения Чомбе не станут окончательно ясны, однако приказы не смогли достичь из-за устаревшей системы связи ONUC. Гардинер, узнав об этом, с трепетом доложил об атаке. Затем Банч потребовал объяснения, почему войска якобы проигнорировали полученный ими приказ У Тана. В конце концов, он признал, что операция была «блестящей», однако заявил, что «в ООН сожалеют о серьёзном нарушении связи между штаб-квартирой организации и офисом в Леопольдвиле».
В тот же день, когда был взят Жадовиль, У Тан направил Банча в Конго для расследования инцидента. Генсек объявил, что причиной поездки Ральфа является необходимость разрешения «ряда вопросов политического, военного и административного характера, которые влияют на операцию, её современное состояние и дальнейшее продвижение», однако это заявление не помогло скрыть от международного сообщества реальной причины его поездки. По прибытии в страну Банч зачитал написанное от руки заявление для прессы о том, что захват Жадовиля с самого начала был «частью плана по борьбе с Катангой».
Генерал-майор Чанд был больше всех остальных обеспокоен визитом Банча. Зная об этом, представитель У Тана сделал всё возможное, чтобы развеять его беспокойство, попросив остаться в резиденции в Элизабетвиле, а не пригласив в отель. Чанд встревожился, когда Банч протянул ему письмо от У Тана, однако следом Ральф достал из кармана и бумагу с предполагаемым ответом генерала. Деван Прем был удивлён его точности, учитывая местоположение остальных войск ООН, хотя на следующий день дал Банчу полное объяснение произошедшего. В своём официальном отчёте о событиях Ральф заключил: «У меня нет никаких сомнений, что в произошедшем больше вина техники, а не конкретных людей». Он вернулся в штаб-квартиру 11 января 1963 года с официальными извинениями конкретных командиров ONUC. У Тан позже также прокомментировал это: «Я чувствовал, что это я, а не они, должен извиняться за мой просчёт, который был совершён из-за опасений, вызванных пугающими сообщениями из Лондона и Брюсселя». Согласно официальному представителю ООН Эрику Пакхэму, неофициально было высказано предположение, что индийское правительство, имея прямой контакт с Чандом и потерявшее терпение из-за отсутствия прогресса у миссии ООН в Катанге, в одностороннем порядке приказало генералу направить войска на захват Жадовиля. Также он заявляет, что ходили слухи о том, что Гардинер лично одобрил эту операцию, в то время как Лиз Намикас, доцент исторического факультета Университета штата Луизиана пишет, что Чанд мог намеренно отключить всё радиооборудование, чтобы не получить сигнал о необходимости остановиться перед Жадовилем.

### Правомерность использования силы
Каждое утро я молился о спасении жизней. В ходе медитации я просил метту и каруну для всех в Конго, вне зависимости от расы, религии или цвета кожи. Однако тогда же я осознал, что мне придётся приспособить мою религию и моральные принципы для выполнения своих обязанностей
В ООН было достаточно много споров о правомерности использования такого несоизмеримо мощного вооружения как тяжёлая бронетехника, авиация и крупнокалиберная артиллерия. Лично встревоженный насилием из-за своего буддистского вероисповедания, У Тан, тем не менее, считал, что оно было оправданным. Его доводы в пользу таких действий соответствовали «теории справедливой войны». Сторонники Катанги же утверждали, что сепаратизм был законным способом найти своё самоопределение. У Тан опровергал эту идею в своих мемуарах, перечислив три основных аргумента против: Конго изначально было принято в ООН как единое государство при письменном согласии Чомбе; ни одно суверенное государство в мире не признало независимость Катанги; правительство Чомбе никогда бы не смогло эффективно контролировать всю провинцию. Канадский академик и исследователь военных конфликтов Уолтер Дорн предположил, что У Тан, возможно, обладал личной неприязнью к такого рода отделениям, поскольку сам пострадал от кровавого конфликта в своей родной Бирме, а также был свидетелем последствий раздела Британской Индии. Заняв свою должность в период деколонизации, генсек, вероятно, запомнил о созданном им прецеденте; признание и поощрение отделения в одной стране может помочь распространиться сепаратизму на другие с неприятными последствиями.
У Тан также утверждал, что ООН имела все права на применение силы, как указано в части семь её устава, а также благодаря разрешению, полученному от Совета Безопасности через ряд резолюций. Он заявлял о том, что «Грандслам» стала крайней мерой и была запущена лишь из-за того, что Чомбе неоднократно не выполнил данные им обещания и лишь после неоднократной вооружённой агрессии жандармерии против миротворцев. У Тан утверждал, что ONUC применяла силу только в целях самообороны при нападении противника, хотя это и было не совсем так, поскольку он, в соответствии с резолюциями Совбеза, разрешил силам ООН вести наступательные действия. Кроме того, силы противников вполне могут считаться пропорциональными, поскольку Катанга располагала организованными боевыми отрядами жандармерии, истребителями, обширными запасами стрелкового вооружения, а сражавшиеся на стороне сепаратистов наёмники игнорировали законы войны, в частности перевозили оружие на машинах с красным крестом.

## Последствия

### СудьбаONUC
С окончанием отделения Катанги большая часть международного сообщества почувствовала, что ONUC выполнила свою миссию и заинтересованность в её сохранении на территории Конго быстро сократилась. В феврале 1963 года, после окончательного восстановления центральной власти в провинции, ООН начала поэтапный вывод своих сил, поставив перед собой задачу завершить его к концу года. Одной из первых свои войска отозвала Индия. По запросу конголезского правительства, время пребывания ONUC в стране было увеличено на 6 месяцев, хотя и с меньшим количеством людей. Последние подразделения покинули Конго 30 июня 1964 года. Гражданская же миссия задержалась чуть дольше для продолжения оказания помощи гражданскому правительству.

### Судьба Катанги и Чомбе
Чомбе и все его министры после завершения боевых действий остались в Катанге. Экс-президент пообещал от имени КОНАКАТ поддержать политику воссоединения Конго. Контроль над провинциальными подразделениями был официально передан Жозефу Илео. Решением центрального правительства единая провинция Катанга была разделена на две части: Северную Катангу и Южную Катангу. Чомбе протестовал против «балканизации» провинции, однако сотрудничал с центральным правительством и к апрелю учредил правительство в Южной Катанге. Мунонго также остался в правительстве Катанги, однако был отстранён от своей предыдущей должности и назначен министром здравоохранения. Премьер-министр Адула, оставшийся на своём посту, провёл в нём ряд перестановок, лишив должностей 4 членов КОНАКАТ, включая председателей обеих палат парламента. Центральное же правительство, помимо разделения, взяло под свой контроль акции провинции в UMHK, а также над её долями в 18 других компаниях, что способствовало финансовому сближению конголезского правительства и Бельгии.
Соперничество Чомбе с лидером «Генеральной ассоциации Балубы в Катанге» (фр. Association Générale des Baluba du Katanga, БАЛУБАКАТ) Джейсоном Сендве, политиком из северной Катанги, привело к вспышке этнического насилия в Жадовиле, в результате которой было убито около 74 человек. В следующем месяце солдаты Национальной конголезской армии совершили вооружённый налёт на резиденцию Чомбе, обвинив его в найме частной охраны. Позже центральное правительство также изъяло документы, которые свидетельствовали о том, что Чомбе продолжает свои контакты с иностранными наёмниками. Опасаясь ареста и заявляя о политическом характере преследования, экс-президент в июне 1963 года бежал в Париж, однако в конечном счёте он поселился в Мадриде. Там он, вместе с рядом бывших командиров жандармерии разрабатывал план возвращения к власти, что ещё больше осложнило попытки центрального правительства поглотить силы Катанги.
В середине года состоялась новая децентрализация: Южная Катанга была разделена на Восточную Катангу и Лулуабу (которая также известна как Новая Южная Катанга). Хотя правительство провинции было против, многие бывшие повстанцы стали частью местных парламентов. Была создана конституционная комиссия, которая в марте следующего года рекомендовала Конго усилить президентскую власть, перейдя к полностью президентской форме правления.
В середине 1964, после вывода сил ООН, прокоммунистические восстания Квилу и Симба подавили сопротивление сил конголезской армии в восточной и центральной частях страны. Слабое центральное правительство не могло решить эту проблему, поэтому президент Конго Жозеф Касавубу уволил ставшего премьер-министром Конго (Леопольдвиль) Адулу и попросил Чомбе вернуться и заменить его. Он прибыл в страну 24 июня, а 9 июля занял пост премьер-министра. Благодаря этому, при помощи катангской жандармерии и наёмников восстания были успешно подавлены, но в октябре следующего года Касавубу уволил Чомбе, а месяц спустя лишился власти, ибо она была захвачена в результате бескровного военного переворота, устроенного полковником Жозефом Мобуту. Чомбе вернулся в Испанию в изгнание. В 1967 году он был заключён за решётку в Алжире, где оставался до самой смерти, хотя изначально имел планы вернуться и продолжить борьбу за власть.

### Судьба катангских военных и наёмников
После оккупации Колвези, подразделения ООН начали разоружение оставшейся части жандармерии. 8 февраля 1963 года генерал Норберт Муке и несколько его офицеров присягнули на верность президенту ДРК Жозефу Касавубу. Несмотря на амнистию и разрешение на службу в рядах национальной армии для всех сдавшихся, многие жандармы продолжали скрываться и периодически вели бои против центрального правительства. В состав армии были интегрированы лишь две или три тысячи человек, около 7 тысяч необученных жандармов вернулись к своим гражданским делам, а ещё 8000 числились пропавшими без вести.
Во время встречи в Колвези, Чомбе приказал всем оставшимся вооружённым силам Катанги отойти в Португальскую Западную Африку. Командующим армией в изгнании был назначен Жан Шрамм, а Джереми Пурену был отдан приказ эвакуировать то, что осталось от военно-воздушных сил сепаратистов вместе с необходимым оборудованием и казной. Эвакуация проводилась и по воздуху, и по железной дороге. Родезийские солдаты также помогали вывозить из страны золотые запасы. Последние люди Шрамма и наёмники были эвакуированы 25 января. Остатки провели год в Северной Родезии.
На протяжении всего 1963 года жандармы непрерывно переправлялись на территорию Португальской Западной Африки. Колониальные власти, желая помочь катангцам в борьбе против противника коммунистического толка, организовывали их и переправляли в «лагеря беженцев». В 1964 два из четырёх таких лагерей превратились в специализированные учебные заведения. Обученные наёмники отправлялись на территорию португальской колонии через Северную Родезию для передачи сообщений между Чомбе, жандармами и наёмными отрядами при материально-технической поддержке Южной Родезии. В районе апреля Морис, видимо, мобилизовал все оставшиеся у него силы. Став премьер-министром в июне 1964 года, он приказал ушедшим за границу катангцам вернуться в Конго, а также привлёк на свою сторону некоторые скрывавшиеся и боровшиеся с войсками центрального правительства отряды с целью подавить повстанцев Квилу и Симба. Эти отряды успешно использовали в борьбе против всевозможных повстанческих группировок, однако после отстранения Чомбе от власти они дистанцировались от режима Мобуту. Отношения между катангцами/наёмниками и военной диктатурой быстро ухудшились, что привело к кровавому мятежу в июне 1965 года.
Потерпев поражение, катангцы вновь отошли в Португальскую Западную Африку. Чомбе принялся разрабатывать план использования этих отрядов для вторжения в Конго и возвращения власти, однако его реализация была прервана тюремным заключением Мориса в Алжире в 1967 году и окончательно отменена в связи со смертью бывшего правителя Катанги. Тогда экс-повстанцы приняли имя «Фронт национального освобождения Конго» (фр. Front de libération nationale congolaise, FLNC) и предприняли две неудачные попытки возвращения власти в Катанге. Однако сепаратисткое повстанческое движение продолжило существовать. Оно возобновилось с новой силой в 2006 году с принятием новой конституции, которая разделила Катангу на 4 провинции.
В 2011 году боевик по имени Гидеон Кьюнгу Мутанга сбежал из тюрьмы. Он реорганизовал местные разрозненные группы ополчения Май-Май в единую силу «Май-Май Ката Катанга» с целью наконец добиться независимости провинции. Конфликт в регионе резко обострился, и в середине следующего года несколько гуманитарных агентств ООН стали выделять средства на поддержку населения и передачу им гумпомощи. Миссия Организации Объединённых Наций по стабилизации обстановки в Демократической Республике Конго (фр. Mission de l'Organisation des Nations Unies pour la stabilisation en République démocratique du Congo, MONUSCO) оказывала консультативную и материально-техническую помощь местным чиновникам, полиции и военным. Многие жители Катанги надеялись, что миротворцы, учитывая их роль в прекращении первого восстания в Катанге, помогут разрешить и эту проблему. Кьюнгу и многие его боевики сдались в 2016 году в поисках этого решения. Однако это всё же не помогло, и в 2019 антиправительственные выступления возобновились. Новые нападения случались и в 2021 году.

### Комментарии
1. ↑  Хотя этот план получил известность как «план Тана», он был разработан американским дипломатом Джорджем Крю Макги[англ.] и представлен как творение генсека по политическим причинам. Тан и Адула одобрили план лишь под давлением США[22].
2. ↑  По сообщению Нью-Йорк Таймс, стрельба началась после того, как группа жандармов, наладившая достаточно дружественные отношения с тунисцами, подошла к эфиопской позиции. Эфиопы, только что заменившие тунисцев и не подозревавшие о существовании каких-либо договорённостей, произвели предупредительные выстрелы, которые катангцы восприняли как враждебные, и открыли огонь[34]
3. ↑  Эта статистика основана на обнаружении 50 тел африканцев в этом районе после окончания боевых действий[53].
4. ↑  Старейшее подразделение армии Индии[61].
5. ↑  Неизвестно, были ли плотины заминированы до такой степени, что могли быть полностью разрушены. Однако, если это было именно так, и плотины могли быть уничтожены до основания, то это повлекло бы за собой огромные финансовые затраты, а также могло привести к гибели тысяч мирных жителей провинции в результате наводнения[68].
6. ↑  28 декабря министерство иностранных дел Великобритании опубликовало заявление, в котором содержалось заявление о прекращении всех боевых действий из-за «тщетности попыток навязать силой своё политическое видение ситуации в Конго»[25].
7. ↑  Сообщение было направлено по коммерческому наземному кабелю из Леопольдвиля[58].